# Социалистическая лига (Венесуэла)
Социалисти́ческая ли́га (исп. Liga Socialista, LS) — бывшая политическая партия в Венесуэле, существовавшая с 1969 по 2007 год. Придерживалась идеологии марксизма-ленинизма и маоизма. 
Образована в 1969 году группой во главе с Хорхе Родригесом и Хулио Эскалоном, отколовшись от «Революционного левого движения» (РЛД). В отличие от связанной с ней подпольной «Революционной организации» (исп. Organización de Revolucionarios) действовала относительно легально. В 2007 году вошла в состав Единой социалистической партии Венесуэлы.
Основателем и генеральным секретарем партии был Хорхе Родригес, который 25 июля 1976 года был похищен и после продолжительных пыток убит сотрудниками венесуэльских спецслужб.